# ريويتشي تاجوشي
ريويتشي تاجوشي (باليابانية: 田口良一) مواليد 1 ديسمبر 1986 في طوكيو، هو ملاكم محترف ياباني يصنف ضمن فئة وزن الذبابة بدأ مسيرته الاحترافية سنة 2006 حيث انتصر في نزاله الأول. حقق بطولة رابطة الملاكمة العالمية.

## المسيرة الاحترافية
من نزالاته:
- انتصر على فلورانتي كونديس (05-07-2014).

## إحصائيات
خاض خلال مسيرته 33 نزالا، فاز في 27 وتعادل في 2 وخسر في 4. فاز بالضربة القاضية في 12 نزالات.

## روابط خارجية
- ريويتشي تاجوشي على موقع بوكس ريك (الإنجليزية) (registration required)